# Regis Philbin
Regis Philbin, född 25 augusti 1931 i New York, död 24 juli 2020 i Greenwich, Connecticut, var en amerikansk TV-programledare, skådespelare och sångare av albanskt och irländskt ursprung.
Han var mest känd för sin talkshow Live with Regis and Kelly som han ledde tillsammans med skådespelerskan Kelly Ripa. Programmet direktsänds dagligen från ABC Studios på Manhattans Upper West Side och produceras av New Yorks lokala ABC-station. Programmet syndikeras till tv-stationer över hela USA, i första hand stationer som ingår i ABC-nätverket.
Philbin var även den ursprungliga programledaren för den amerikanska varianten av Vem vill bli miljonär? och talangjakten America's Got Talent.
Regis Philbin medverkade även i flera filmer och TV-serier, däribland Smart, Seinfeld och How I Met Your Mother.